# Fuglholm
Fuglholm är en ö i Danmark. Den ligger i Region Mittjylland, i den nordvästra delen av landet. Ön saknar i princip växtlighet.